# لادیلائو لورنشی
لادیلائو لورنشی (انگلیسی: Ladislau Lovrenschi؛ ۲۱ ژوئن ۱۹۳۲ – ) اهل رومانی بود.
وی در مسابقات کشوری و بین‌المللی در مجموع برندهٔ ۱ مدال طلا، ۱ مدال نقره، ۲ مدال برنز شده‌است.